# Wolfgang Harich
Wolfgang Harich, född 9 december 1923 i Königsberg (nuvarande Kaliningrad), död 15 mars 1995 i Berlin, var en tysk filosof och journalist och en av de mest betydande marxistiska intellektuella dissidenterna i Östtyskland.
Harich, som var son till skriftställaren Walther Harich, kallades 1942 till militärtjänst, men deserterade 1944 och levde oupptäckt i Berlin, där han kom i kontakt med en kommunistisk motståndsgrupp. Efter kriget arbetade han bl.a. med att organisera kulturlivet i delar av Berlin och som litteratur- och teaterkritiker.
1948 höll Harich föreläsningar om marxistisk filosofi på Berlinuniversitetet, och 1951 blev han professor efter att ha lagt fram en avhandling om Herder. 1953 kritiserade han dock öppet kommunistpartiets kultur- och mediepolitik, och fick lämna universitetet. 1956 häktades Harich efter att ha varit medlem i en informell grupp av intellektuella som haft egna idéer om Östtysklands väg till socialism. Efter oroligheterna i Ungern ville regeringen statuera exempel, och Harich gavs, i likhet med bl.a. Bernhard Steinberger, Walter Janka, Gustav Just och Heinz Zöger, ett långt fängelsestraff.
Harich släpptes dock 1964 och arbetade därefter på ett bokförlag. På 1970-talet sysslade han med ekologiska problem och skrev boken Kommunismus ohne Wachstum ("Kommunism utan tillväxt") som mötte kritik i många läger.